# Am Stadtpark 6 (Görlitz)

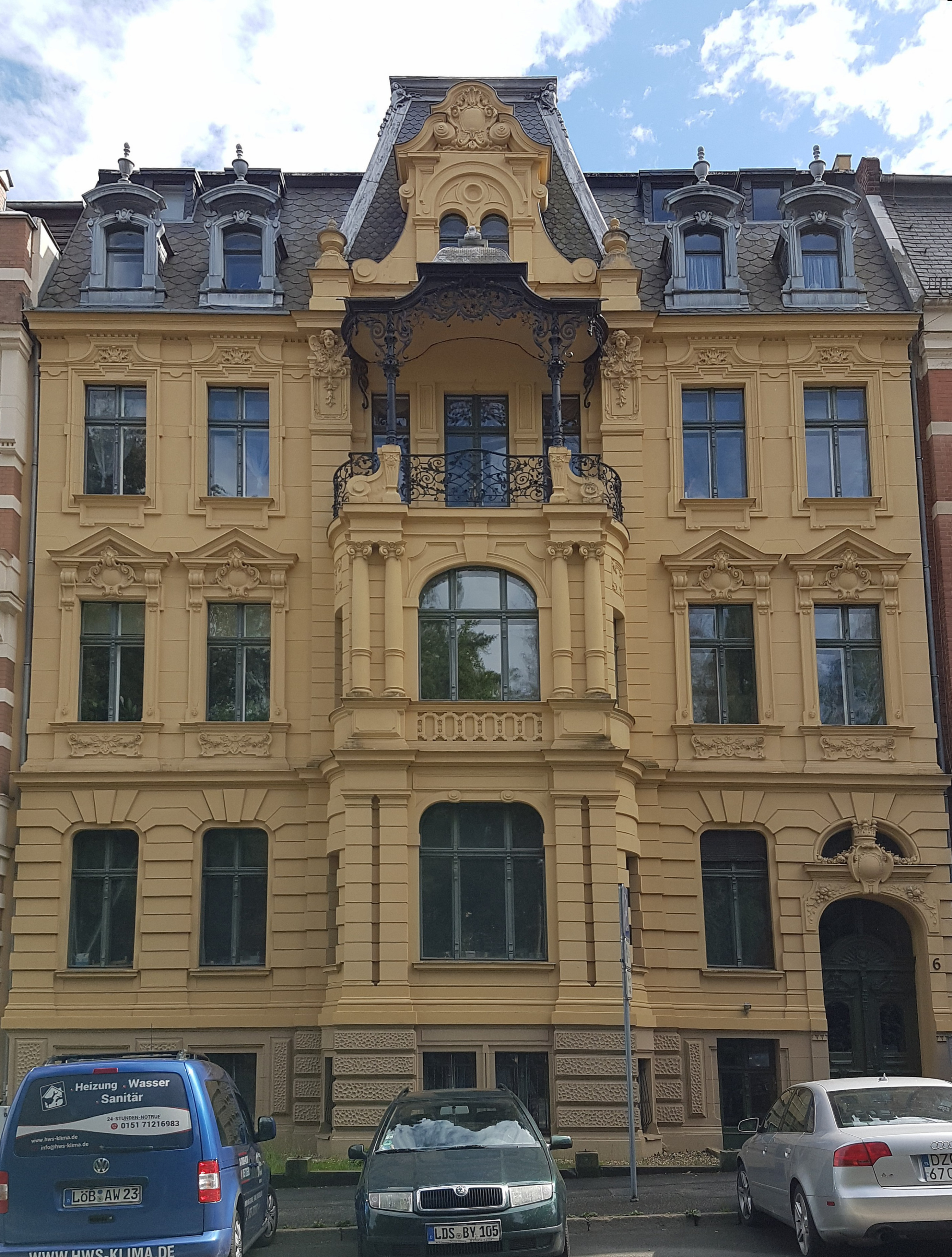
Am Stadtpark 6

Das villenartige Mietshaus Am Stadtpark 6 ist ein geschütztes Kulturdenkmal im Osten des Görlitzer Gründerzeit-Stadtteils Innenstadt (im sogenannten Geheimratsviertel), wenige hundert Meter vom Grenzfluss Neiße entfernt. Direkt gegenüber befindet sich der Görlitzer Stadtpark.

## Geschichte und Architektur
Das Gebäude in geschlossener Bebauung mit Vorgarten wurde 1896/97 vom Bauunternehmer Karl Wiedemann errichtet. Der reichgegliederte und -verzierte neubarocke Bau, der die auf den Grenzübergang zulaufende Bundesstraße bestimmt, wird durch einen mittigen, das Erdgeschoss und das erste Obergeschoss betonenden erkerartigen Vorbau geprägt. Dieser wird im zweiten Obergeschoss durch einen Baldachin-bekrönten Balkon (mit schmiedeeisernen Gittern) abgeschlossen. Am Portal sind Oberlichtfenster eingebaut, durch die das Licht in die Eingangshalle fällt. Das Innere zieren Stuck und bunte Fußbodenkacheln sowie im Sockelbereich eine Holzverkleidung vom Ende des 19. Jahrhunderts. An der linken Windfangtür und am Treppenhaus sind schön geätzte Glasscheiben erhalten. Das Innere ist ebenfalls im neubarocken Stil gestaltet.